# Athesans-Étroitefontaine
Athesans-Étroitefontaine é uma comuna francesa na região administrativa de Borgonha-Franco-Condado, no departamento de Alto Sona. Estende-se por uma área de 12,88 km². Em 2010 a comuna tinha 666 habitantes (densidade: 51,7 hab./km²).